# The Iceman
The Iceman är en amerikansk kriminaldramafilm om yrkesmördaren Richard Kuklinski (1935–2006), som själv hävdade att han hade mördat mellan 100 och 250 män, ofta på ett utstuderat brutalt vis. I rollen som Kuklinski ses Michael Shannon. I övriga roller ses bland andra Winona Ryder, James Franco, Ray Liotta, David Schwimmer och Robert Davi.
Namnet "The Iceman" syftar på att Kuklinski vid minst ett tillfälle placerade ett av sina offer i ett frysrum för att försvåra fastställandet av den tid då offret dog.

## Rollista (urval)
| Michael Shannon | – Richard Kuklinski          |
| Winona Ryder    | – Deborah Kuklinski          |
| James Franco    | – Marty Freeman              |
| Ray Liotta      | – Roy DeMeo                  |
| Chris Evans     | – Robert 'Mr. Freezy' Pronge |
| David Schwimmer | – Josh Rosenthal             |
| Robert Davi     | – Leonard Marks              |
| Danny Abeckaser | – Dino Lapron                |